# Germundtjärnen, Dalarna
Germundtjärnen är en sjö i Avesta kommun i Dalarna och ingår i Dalälvens huvudavrinningsområde.